# Момота Бондопадае
Момо̀та Бо̀ндопадае (на бенгалски: মমতা বন্দ্যোপাধ্যায়, [mɔmot̪a bɔnd̪ːopad̪d̪ʱae̯]), наричана също Мамата Банерджи, е индийски политик от партията Конгрес „Тринамол“ (до 1998 година от Индийския национален конгрес).
Родена е на 5 януари 1955 година в Калкута, Западен Бенгал, в бенгалско индуистко семейство от кастата на брахманите. Получава бакалавърска степен по история от колежа „Джогамая Деви“, а след това завършва магистратури по история на исляма в Калкутския университет, по педагогика в колежа „Шри Шикшаятан“ и по право в Калкутския университет. Още като студентка се ангажира с политическа дейност в Индийския национален конгрес (ИНК), депутат е в Лок Сабха (1984 – 1989, 1991 – 2011). През 1998 година е сред основателите на отделилия се от ИНК Конгрес „Тринамол“, който скоро се превръща в основната опозиционна партия срещу дългогодишното комунистическо управление в Западен Бенгал. Участва в няколко федерални кабинета като министър на железниците (1999 – 2001, 2009 – 2011), министър без портфейл (2003 – 2004) и министър на мините и въгледобива (2004).
От 20 май 2011 година Момота Бондопадае е главен министър на Западен Бенгал.